# جانی گاش
جان دیوید گاش (Johnny Gosch) (متولد ۱۲ نوامبر ۱۹۶۹ - ناپدید شده در ۵ سپتامبر ۱۹۸۲) پسر روزنامه‌رسانی در وست دی موین آیووا بود که بین ساعت ۶ تا ۷ صبح روز ۵ سپتامبر ۱۹۸۲ ناپدید شد. گمان می‌رود که او ربوده شده باشد. تصویر گاش یکی از نخستین تصاویری بود که به عنوان بخشی از کمپینی برای یافتن کودکان گمشده روی کارتن‌های شیر چاپ شد. تا سال ۲۰۲۴ هیچ فردی در این پرونده دستگیر نشده و این پرونده به عنوان یک پرونده حل نشده در نظر گرفته می‌شود، اما همچنان باز است.
مادر او، نورین گاش ادعا کرده که جانی در سال ۱۹۹۷ از اسارت فرار کرده و همراه با مردی ناشناس به دیدار او آمده است. او گفته که پسرش به او گفته که قربانی یک شبکهٔ کودک‌آزاری بوده و پس از آنکه برای آن‌ها بیش از حد بزرگ شده، طرد شده است. او همچنین اظهار داشته که پسرش از ترس جانش، با هویت جعلی زندگی می‌کند و احساس امنیت برای بازگشت به خانه ندارد.
پدرش، جان گاش، که از سال ۱۹۹۳ از نورین جدا شده، در مصاحبه‌های عمومی اعلام کرده که مطمئن نیست چنین ملاقاتی واقعاً رخ داده باشد. بسیاری گمان کرده‌اند که این ملاقات واقعاً اتفاق افتاده، اما فردی که نزد نورین آمده، شخص دیگری بوده که خود را به جای جانی جا زده است. مقامات موفق به یافتن گاش یا تأیید ادعای نورین گاش نشده‌اند و سرنوشت او همچنان موضوعی برای گمانه‌زنی، نظریه‌های توطئه و نظریات مطرح شده مختلف است.

## ناپدید شدن
در صبح روز یکشنبه ۵ سپتامبر ۱۹۸۲ در حومهٔ وست دی موین، جانی گاش قبل از طلوع آفتاب خانه را ترک کرد تا کار توزیع روزنامههایش را آغاز کند. اگرچه معمولاً او پدرش را برای کمک بیدار می‌کرد، اما آن روز صبح تنها سگ خانگیشان، گرچن را با خود برد. سایر پسران روزنامه‌رسان بعدها گزارش دادند که او را در محل تحویل روزنامه دیده‌اند که در حال جمع‌آوری روزنامه‌هایش بوده است. این آخرین باری بود که چندین شاهد حضور او را تأیید کردند.
پسر روزنامه‌رسانی به نام مایک گزارش داد که جانی را در حال صحبت با مردی چاق در یک خودروی آبی رنگ دیده است. شاهد دیگری به نام جان روسی، این مرد را در حال صحبت با جانی دیده و احساس کرده که «چیزی مشکوک به نظر می‌رسد». جانی به روسی گفته بود که آن مرد از او آدرس می‌پرسد و از روسی خواسته بود کمک کند. روسی به شماره پلاک نگاه کرده بود اما نتوانست آن را به خاطر بسپارد. او گفت: «همیشه امیدوارم نیمه شب بیدار شوم و آن شماره پلاک را به وضوح ببینم، اما چنین چیزی رخ نداده است». روسی تحت هیپنوتیزم، بخشی از شماره پلاک و اینکه متعلق به شهرستان وارن آیووا بوده را به پلیس گفت.
در حالی که جانی مسیرش را در خیابان شمالی ادامه می‌داد، یک پسر روزنامه‌رسان دیگر متوجه شد که مرد دیگری او را دنبال می‌کند. یکی از همسایه‌ها صدای محکم بسته شدن درب خودرو را شنید و یک خودروی فورد فیرمونت نقره‌ای را دید که با سرعت از محلی که واگن جانی پیدا شده بود، به سمت شمال حرکت می‌کرد.
پدر و مادر جانی، جان و نورین گاش، تماس‌هایی از مشتریان دریافت کردند که از نرسیدن روزنامه‌هایشان شکایت داشتند. جان حدود ساعت ۶ صبح جستجوی مختصری در محله انجام داد و بلافاصله واگن پسرش را که پر از روزنامه بود، دو بلوک دورتر از خانه پیدا کرد. آن‌ها بلافاصله پلیس وست دی مورین را در جریان گذاشتند. نورین در کتاب خود چرا جانی نمی‌تواند به خانه بگردد از واکنش کُند پلیس و این سیاست که جانی را تا ۷۲ ساعت پس از ناپدید شدن، نمی‌توانستند به عنوان فرد گمشده ثبت کنند، به شدت انتقاد کرد. او تخمین زد که پلیس ۴۵ دقیقه پس از گزارش ناپدید شدن پسرش، به محل رسید.
در ابتدا پلیس معتقد بود که جانی فرار کرده است، اما بعدتر این نظر تغییر کرد و اعلام شد که احتمالاً ربوده شده است، اما انگیزه‌ای برای این آدم‌ربایی مشخص نشد. پلیس مدارک کمی یافت و هیچ مظنونی در این پرونده دستگیر نشد. چند ماه پس از ناپدید شدن جانی، نورین گاش گفت که پسرش در تولسا اوکلاهما دیده شده است؛ جایی که پسرش فریاد کمک سر داده و سپس توسط دو مرد کشیده و بُرده شده است.

### واقعهٔ کلاه‌برداری از خانوادهٔ گاش
در سال ۱۹۸۵ نورین گاش نامه‌ای از فردی به نام رابرت هرمان مایر دوم دریافت کرد که خود را به عنوان نگهبان یک باشگاه موتورسواران معرفی کرده بود. او ادعا کرد که پسرش توسط این گروه ربوده شده و به حلقهٔ برده‌داری کودکان فروخته شده است. اف.بی.آی. بعدها دریافت که مایر برای ارائهٔ اطلاعات ۱۱ هزار دلار از خانوادهٔ گاش دریافت کرده و ۱۰۰ هزار دلاش دیگر نیز درخواست کرده بود. او در مرز کانادا دستگیر و به جُرم کلاه‌برداری متهم شد. با وجود این، نورین گاش همچنان ادعاهای او را باور داشت و معتقد بود که اقدام اف.بی.آی. به اعتبار او و همسرش در پرداخت باج برای پسرشان لطمه زده است.

## پرونده‌های مرتبط احتمالی
در ۱۲ اوت ۱۹۸۴ یوجین مارتین، یک روزنامه‌رسان دیگر از منطقهٔ دی موین تحت شرایطی مشابه ناپدید شد. در ۲۹ مارس ۱۹۸۶ مارک جیمز وارن آلن، پسری ۱۳ ساله به مادرش گفت که قصد دارد به خانهٔ دوستی که در همان خیابان زندگی می‌کند، برود. او هرگز به آنجا نرسید و دیگر دیده نشد. اگرچه ابتدا گزارش شده بود که آلن سومین پسر روزنامه‌رسانی است که در دههٔ ۱۹۸۰ در آیووا ناپدید شده، اما بعدها مشخص شد که او در زمان ناپدید شدن در مسیر توزیع روزنامه نبوده است.
مقامات نتوانستند ارتباطی بین این سه پرونده پیدا کنند، اما نورین گاش ادعا کرد که چند ماه قبل از ناپدید شدن یوجین مارتین، یک کارگاه خصوصی به او هشدار داده بود که یک پسر روزنامه‌رسان دیگر در دومین آخر هفتهٔ اوت ۱۹۸۴ از جنوب دی موین ربوده خواهد شد.

## علاقهٔ عمومی و قوانین جدید
نورین گاش به دلیل انتقادهای شدید از نحوهٔ برخورد پلیس با پرونده‌های کودکان گمشده، به چهره‌ای ملی تبدیل شد. او بنیاد جانی گاش را تأسیس کرد و در مدارس و سمینارها دربارهٔ خطرات سوءاستفاده از کودکان صحبت کرد. او همچنین برای تصویب قانونی که پلیس را ملزم به اقدام فوری در موارد ناپدید شدن کودکان می‌کرد، تلاش کرد. این قانون در سال ۱۹۸۴ در آیووا تصویب شد و بعداً در هشت ایالت دیگر نیز اجرایی شد.
این پرونده همچنان حل‌نشده باقی مانده و موضوع گمانه‌زنی‌های متعدد، نظریه‌های توطئه و تحقیقات مستقل قرار دارد.